# 艾蘭格羅夫鎮區 (伊利諾伊州桑加蒙縣)
艾蘭格羅夫鎮區（英語：Island Grove Township）是位於美國伊利諾伊州桑加蒙縣的一個行政鎮區。

## 地方資料
根據2010年美國人口普查的數據，艾蘭格羅夫鎮區的面積為72.90平方千米，當中陸地面積為72.90平方千米，而水域面積為0.00平方千米。當地共有人口714人，而人口密度為每平方千米9.79人。